# Kamel Adjas
Kamel Adjas (Algeri, 3 gennaio 1963) è un ex calciatore algerino, di ruolo difensore.

## Carriera

### Club
Ha sempre giocato nel massimo campionato algerino.

### Nazionale
Con la maglia della Nazionale ha vinto la Coppa d'Africa 1990.

## Palmarès

### Nazionale
- Coppa d'Africa: 1

Algeria 1990